# ماسيج غرابوسكي
ماسيج غرابوسكي (بالبولندية: Maciej Grabowski)‏ هو متسابق يخت بولندي، ولد في 2 مارس 1978 في غدينيا في بولندا.

## وصلات خارجية
- الموقع الرسمي
- ماسيج غرابوسكي على موقع الاتحاد الدولي للملاحة الشراعية (موقع جديد) (الإنجليزية)
- ماسيج غرابوسكي على موقع اللجنة الأولمبية الدولية (الإنجليزية)
- ماسيج غرابوسكي على موقع أوليمبيديا (الإنجليزية)
- ماسيج غرابوسكي على موقع اللجنة الأولمبية البولندية (مؤرشف) (البولندية)